# Pavel Alekszejevics Cserenkov
Pavel Alekszejevics Cserenkov (oroszul: Павел Алексеевич Черенков) (Novaja Csigla, 1904. július 28. – Moszkva, 1990. január 6.) Nobel-díjas szovjet fizikus.
A Voronyezsi területen fekvő Novaja Csigla faluban született 1904. július 28-án. 1928-ban végzett fizika–matematika szakon a voronyezsi egyetemen. 1930-tól a leningrádi Fizikai Intézetben volt aspirantúrán. 1935-ben védte meg kandidátusi, majd 1940-ben a doktori disszertációját. 1932-től Szergej Vavilov akadémikus mellett dolgozott, majd 1935-ben a Szovjet Tudományos Akadémia Lebegyevről elnevezett Fizikai Intézetében dolgozott Moszkvában. Kutatási területe a fizikai optika, atomfizika és a nagyenergiájú részecskék fizikája volt. 1953-tól a kísérleti fizika professzora. 1959-től a Fizikai Intézet Atomfizikai Laboratóriumát vezette. 1964-ben a Szovjet Tudományos Akadémia levelező tagjává választották, 1970-ben pedig az akadémia rendes tagja lett.
1934-ben észleli először a róla elnevezett jelenséget, amelyet ma Cserenkov-effektusként ismerünk. Vavilov irányítása mellett oldatokat sugárzott be gamma-sugárzással, és azok lumineszcencia sugárzását vizsgálta (hideg villódzás). Ekkor tapasztalta, hogy egy gyenge kékes kísérősugárzás mutatható ki, ami a lumineszcenciától eltérő tulajdonságú. Vavilov megmutatta, hogy a sugárzás a gamma fotonoktól meglökött gyors Compton-elektronoktól származik. Minden esetben létrejön ez a sugárzás, ha egy töltött részecske sebessége meghaladja az adott közegbeli fénysebességet. 1958-ban Igor Tammal és Ilja Frankkal megosztott Nobel-díjat kapott a jelenség felfedezéséért.